# The Mind Parasites
The Mind Parasites är en skräckroman från 1967 av den engelske författaren Colin Wilson. Den handlar om en professor som upptäcker tsathogguanerna, osynliga parasiter som de senaste 200 åren har ansatt världens främsta tänkare och hotar mänsklighetens fortlevnad.
Boken bygger på H.P. Lovecrafts Cthulhu-mytologi. Wilson hade tidigare hyllat Lovecraft för hans "angrepp mot det rationella" och kritik av den moderna civilisationen, men också kritiserat författarens hyperboliska stil. Lovecrafts utgivare August Derleth läste detta och utmanade Wilson att själv skriva en Lovecraftberättelse. Resultatet blev The mind parasites som gavs ut av Derleths förlag Arkham House.